# Visió (pel·lícula)
Visió (títol original en alemany, Vision - Aus dem Leben der Hildegard von Bingen) és una pel·lícula alemanya de 2009 dirigida per Margarethe von Trotta. S'ha doblat i subtitulat al català.

## Premis i reconeixements
- Selecció Oficial - Festival de Cinema de Telluride[4] 2009
- Selecció Oficial - Festival Internacional de Cinema de Toronto[5] 2009